# Йокинен, Олли
О́лли Йо́кинен (фин. Olli Jokinen; 5 декабря 1978, Куопио, Финляндия) — финский хоккеист, центральный нападающий. Занимает 4-е место среди финских хоккеистов по количеству очков (750) и по количеству матчей (1231) в НХЛ. Трёхкратный призёр Олимпийских игр (2006, 2010, 2014) и шестикратный призёр чемпионатов мира в составе сборной Финляндии.

## Игровая карьера

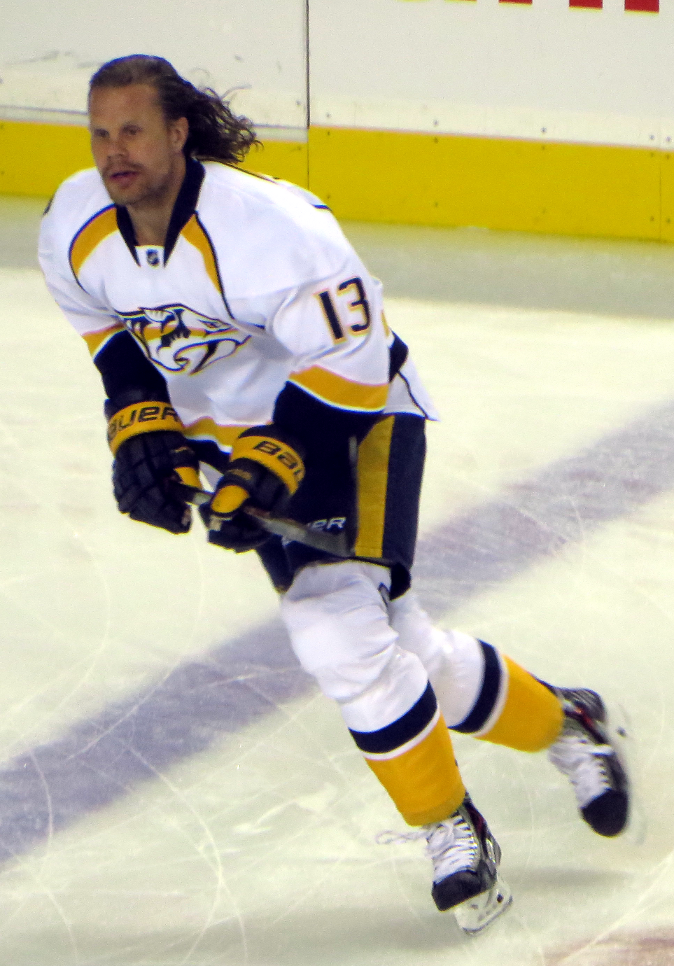
2014 год

На драфте НХЛ 1997 года был выбран в 1 раунде под общим 3 номером командой «Лос-Анджелес Кингз». 20 июня 1999 года «Кингз» обменяли Йокинена, нападающего Джоша Грина, защитника Мэтью Бирона и выбор в первом раунде драфта 1999 года в «Нью-Йорк Айлендерс» на нападающих Брайана Смолински и Жигмунда Палффи, вратаря Марселя Кузино и выбор в четвёртом раунде драфта 1999 года, ранее полученный от «Нью-Джерси».
24 июня 2000 года обменян во «Флориду Пантерз». Провёл во «Флориде» семь сезонов. В сезоне 2008/09 был обменян в «Финикс Койотис». В этом же сезоне был обменян в «Калгари Флэймз».
В сезоне 2009/10 Йокинена снова обменяли, на этот раз в «Нью-Йорк Рейнджерс».
В 2010 году вернулся в «Калгари», подписав двухлетний контракт на сумму $ 6 млн. Сделка вызвала сильную реакцию в «Калгари», некоторые фанаты выразили твердое мнение против его повторного приобретения.
1 января 2012 года Йокинен сыграл свой 1000-й матч в НХЛ.
1 июля 2012 года Йокинен как неограниченно свободный агент подписал двухлетний контракт с клубом «Виннипег Джетс».
15 февраля 2015 года Йокинен и нападающий Брендан Лайпсик перешли из «Нэшвилл Предаторз» в «Торонто» в обмен на защитника Коди Франсона и нападающего Майка Санторелли. «Торонто» также получил выбор в первом раунде драфта 2015 года. 4 марта 2015 года перешёл в «Сент-Луис Блюз» в обмен на выбор в позднем раунде драфта.
6 марта 2017 года объявил о завершении карьеры игрока. «Флорида Пантерз» объявила, что подпишет с Йокиненом однодневный контракт, чтобы торжественно проводить игрока перед одной из игр регулярного чемпионата.

## Награды и достижения
- Победитель молодёжного чемпионата мира в 1998 году
- Чемпион Финляндии 1998
- Серебряный призёр чемпионата мира по хоккею с шайбой (1998, 1999, 2014
- Бронзовый призёр чемпионата мира по хоккею с шайбой (2000, 2006, 2008)
- Серебряный призёр Олимпиады 2006 (сборная Финляндии)
- Бронзовый призёр Олимпиады 2010 (сборная Финляндии)
- Участник матча «Всех звёзд» НХЛ в 2003 году

## Статистика
```
                                            --- Regular Season ---  ---- Playoffs ----
Season   Team                        Lge    GP    G    A  Pts  PIM  GP   G   A Pts PIM
--------------------------------------------------------------------------------------
1995-96  KalPa Kuopio                FNL    15    1    1    2    2  --  --  --  --  --
1996-97  HIFK Helsinki               FNL    50   14   27   41   88  --  --  --  --  --
1997-98  HIFK Helsinki               FNL    30   11   28   39   32   9   7   2   9   2
1997-98  Los Angeles Kings           NHL     8    0    0    0    6  --  --  --  --  --
1998-99  Springfield Falcons         AHL     9    3    6    9    6  --  --  --  --  --
1998-99  Los Angeles Kings           NHL    66    9   12   21   44  --  --  --  --  --
1999-00  New York Islanders          NHL    82   11   10   21   80  --  --  --  --  --
2000-01  Florida Panthers            NHL    78    6   10   16  106  --  --  --  --  --
2001-02  Florida Panthers            NHL    80    9   20   29   98  --  --  --  --  --
2002-03  Florida Panthers            NHL    81   36   29   65   79  --  --  --  --  --
2003-04  Florida Panthers            NHL    82   26   32   58   81  --  --  --  --  --
2004-05  Kloten                      Swiss   8    6    1    7   14  --  --  --  --  --
2004-05  Sodertalje SK               SEL    23   13    9   22   52  --  --  --  --  --
2004-05  HIFK Helsinki               FNL    14    9    8   17   10   5   2   0   2  24
2005-06  Florida Panthers            NHL    82   38   51   89   88  --  --  --  --  --
2006-07  Florida Panthers            NHL    82   39   52   91   78  --  --  --  --  --
2007–08	 Florida Panthers            NHL    82	 34   37   71	67  --  --  --  --  --
2008–09	 Phoenix Coyotes             NHL    57	 21   21   42	49  --  --  --  --  --
2008–09	 Calgary Flames              NHL    19	  8    7   15	18   6	 2   3	 5   4
2009–10	 Calgary Flames	             NHL    56	 11   24   35	53  --  --  --  --  --
2009–10	 New York Rangers            NHL    26    4   11   15   22  --  --  --  --  --
2010–11	 Calgary Flames              NHL    79   17   37   54   44  --  --  --  --  --
2011-12  Calgary Flames              NHL    82   23   38   61   54  --  --  --  --  --
2012-13  Winnipeg Jets               NHL    45    7    7   14   14  --  --  --  --  --
2013-14  Winnipeg Jets               NHL    82   18   25   43   62  --  --  --  --  --
2014-15  Nashville Predators         NHL    48    3    3    6   26  --  --  --  --  --
2015-16  Toronto Maple Leafs         NHL     6    0    1    1    2  --  --  --  --  --
2015-16  St. Louis Blues             NHL     8    1    2    3    0  --  --  --  --  --
--------------------------------------------------------------------------------------
         NHL Totals                       1231  321  429  750 1071   6   2   3   5   4

```